# Oscar Mina
Oscar Mina (* 24. September 1958 in Serravalle) ist ein Politiker aus San Marino. Er war vom 1. April bis 1. Oktober 2009 gemeinsam mit Massimo Cenci sowie  vom 1. April bis 1. Oktober 2022 mit Paolo Rondelli Capitano Reggente (Staatsoberhaupt) von San Marino.

## Leben
Oscar Mina machte 1979 einen Abschluss in Elektrotechnik und studierte anschließend Politikwissenschaften an der Universität Urbino.
Seit 1979 ist er Angestellter im öffentlichen Dienst San Marinos in den Bereichen Wasser- und Gasversorgung. Mina ist ledig und lebt in Serravalle.

## Politik

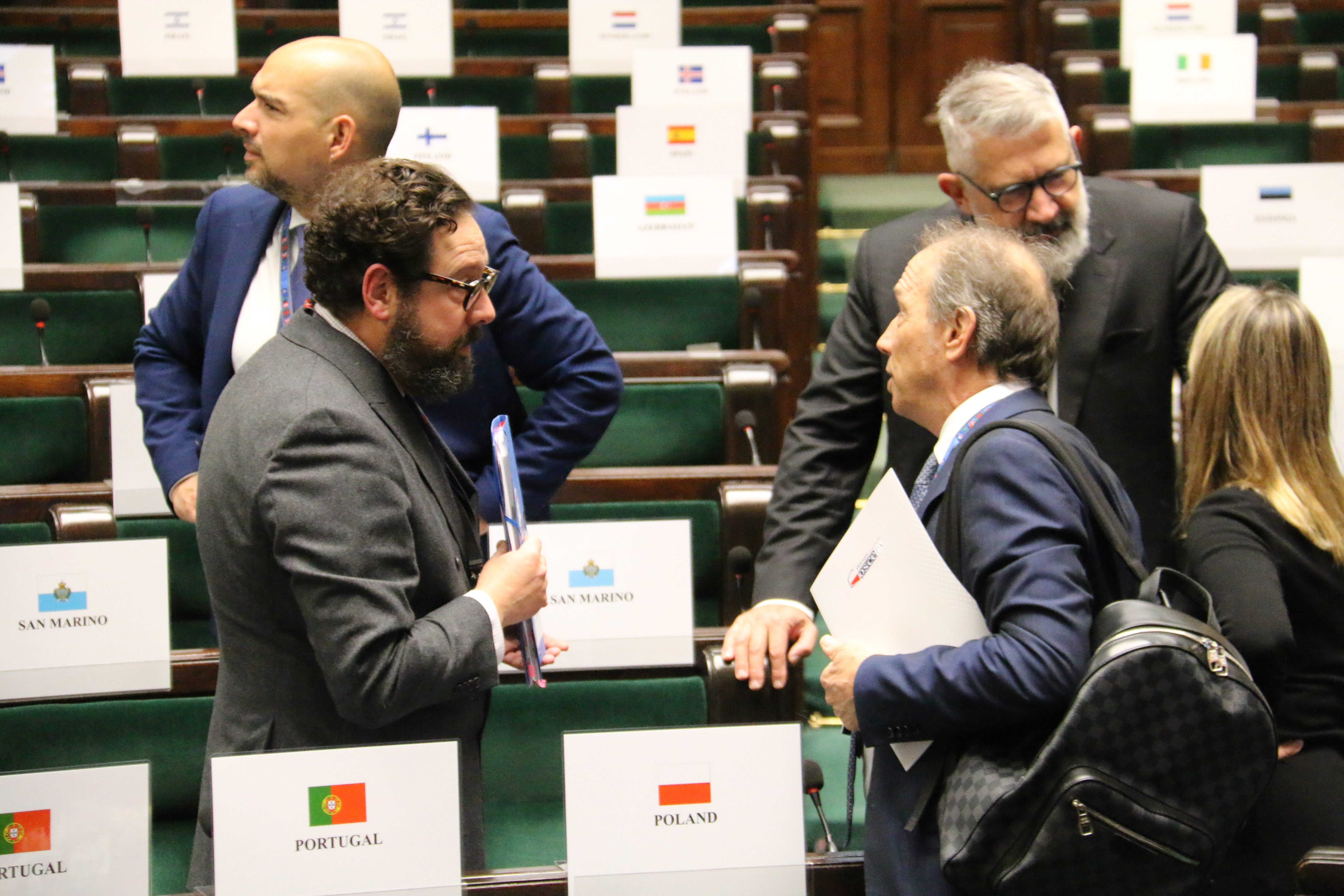
Gustavo Pallares und Oscar Mina (vorne rechts) bei einem OSZE-Meeting 2022

Mina trat 1998 der christdemokratischen PDCS bei. Er wurde 2006, 2008 und 2012 in den Consiglio Grande e Generale, das Parlament von San Marino, gewählt.
Von 2006 bis 2007 war er Mitglied des Finanzausschusses und der Interparlamentarischen Kommission. Seit 2007 ist er im Justizausschuss. Mina wurde 2008 in den Consiglio dei XII gewählt. Er gehört seit 2008 der Parlamentarischen Versammlung der OSZE an, seit 2009 leitet er die san-marinesische Delegation. Mina war von 2008 bis 2016 stellvertretender Fraktionsvorsitzender der PDCS. Für die Periode vom 1. April 2009 bis 1. Oktober 2009 wurde Oscar Mina gemeinsam mit Massimo Cenci zum Capitano Reggente dem Staatsoberhaupt von San Marino gewählt. Am 28. April 2011 wurde er als Nachfolger des zurückgetretenen Alessandro Scarano Sindaco di Governo. Nach der Wahl 2012 wurde er in diesem Amt bestätigt. In der 28. Legislaturperiode ab Dezember 2012 leitet Mina den Gesundheitsausschuss und die san-marinesischen Delegation bei der parlamentarischen Versammlung der OSZE. Seit 2020 ist er Sonderbeauftragter für Desinformation und Propaganda der OSZE.